# Estación Panquehue
Panquehue es una estación ferroviaria que formó parte del ramal Llay Llay - Los Andes de la Empresa de los Ferrocarriles del Estado. Actualmente los servicios de pasajeros ya no operan.